# Łowiska
Łowiska [pronunciación en polaco: /wɔˈviska/] (en alemán: Mittelhagen original) es un pueblo ubicado en el distrito administrativo de Gmina Płoty, dentro del condado de Gryfice, Voivodato de Pomerania Occidental, en el noroeste de Polonia. Se encuentra a unos 4 kilómetros al este de Płoty, a 16 kilómetros al sureste de Gryfice, y a 65 kilómetros al noreste de la capital regional Szczecin.